# مدائن
مدائن به معنی «شهرها»، چنانچه تاریخ‌نویسان اسلامی یاد کرده‌اند، کلان‌شهر یا منطقه‌ای متشکل از «هفت شهر» با نام‌های مشخص بوده است که در تلفظ آن‌ها اختلاف وجود دارد. گویا «پنج شهر» آن در زمان یعقوبی (سده ۳ قمری) وجود داشته که از این قرار بوده: «شهر کهنه» یعنی «تیسفون» و یک مایل در جنوب آن «اسبانبر» و مجاور آن «رومیه»، هر سه در جانب خاوری «دجله» و در جانب دیگر «بهرسیر» که ریشهٔ آن «اردشیر» است و یک فرسخ زیر آن «ساباط» که به گفتهٔ یاقوت حموی، ایرانیان آن را «بلاس‌آباد» می‌نامیدند.
بر اساس منابع فارسی-عربی، تیسفون که پایتخت امپراتوری ساسانی بوده، در دوران حکومت آنها بسیار بزرگ و شکوفا شد و بدین ترتیب به کلان‌شهری تبدیل شد که در عربی به عنوان «مدائن» و در زبان آرامی به عنوان ماحوزا شناخته می‌شد.
پیش از روی کار آمدن شاهنشاهان اشکانی، سلوکیان در طرف راست رود دجله شهری ساخته بودند که آن را «سلوکیه» نام نهاده بودند. در زمان نخستین پادشاهان اشکانی، وقتی باقیمانده‌های یادگارهای اسکندر مقدونی به‌ کلی از مرزهای ایران بیرون رانده شد، شهر سلوکیه به صورت نیمه ویرانه‌ای بود. شاهنشاهان اشکانی در طرف چپ رودخانه دست به احداث ساختمان‌های جدیدی زدند و تا اواخر دوران ساسانی ایجاد این ساختمان‌ها در دو طرف رود دجله ادامه یافت. به طوری که وقتی اعراب بر ایران مستولی شدند در این مکان هفت شهر وجود داشت و به همین سبب آن را «مداین» یعنی «مدینه‌ها»، «شهرها»، نام نهادند. چهل کیلومتر پایین‌تر از تیسفون، خلفای عباسی شهر «بغداد» (بغ+داد یعنی خداداده؛ زیرا بغ به زبان فارسی به معنای خداست و در زبان روسی و بعضی زبان‌های دیگر هندواروپایی نیز همین مفهوم را دارد) را که قبلاً نیز به صورت آبادی کوچکی در آن مکان وجود داشت بنا نمودند و آن را به‌عنوان دارالخلافه تعیین کردند. در سنتی که پس از سلطه اعراب بر ایران ادامه یافت، نام این شهر توسط اعراب به عنوان مترادفی برای پایتخت امپراتوری شکوهمند ساسانی یعنی «تیسفون» استفاده می‌شد.

## پس از سقوط ساسانیان
در سال ۶۳۶ میلادی، اعراب مسلمان که از سال ۶۳۳ میلادی به سرزمین‌های ساسانیان حمله کرده بودند، طی نبردی بزرگ که به نام نبرد قادسیه شناخته می‌شود، آنها را شکست دادند. سپس اعراب به تیسفون حمله کردند و بخشهایی از مدائن را تصرف کردند.
فرمانده مسلمان خالد بن عرفوطه به سرعت «ولش آباد» را تصرف کرد و با ساکنان «رومیه» و «بهراسیر» پیمان صلح بست. مفاد معاهده این بود که ساکنان رومیه در صورت تمایل می‌توانستند از آنجا خارج شوند، اما در غیر این صورت مجبور به تصدیق اقتدار مسلمانان و پرداخت خراج (جزیه) شدند. هنگامی که فرمانده مسلمان سعد بن ابی وقاص به مدائن رسید، مسلمانان توانستند تعدادی از سپاهیان را به اسارت برده و ثروتهای زیادی از خزانه ساسانیان به غنیمت گرفتند و در اختیار سپاهیان مسلمان قرار دادند. در سال ۶۳۷ میلادی، سعد ،قعقاع بن عمرو التمیمی را مسئول دفاع از مدائن و شورحبیل بن السمط را به عنوان والی مدائن منصوب کرد.
یکی از یاران ایرانی پیامبر اسلام، به نام سلمان فارسی، در سال ۶۵۶/۷ میلادی در مدائن به خاک سپرده شده است.

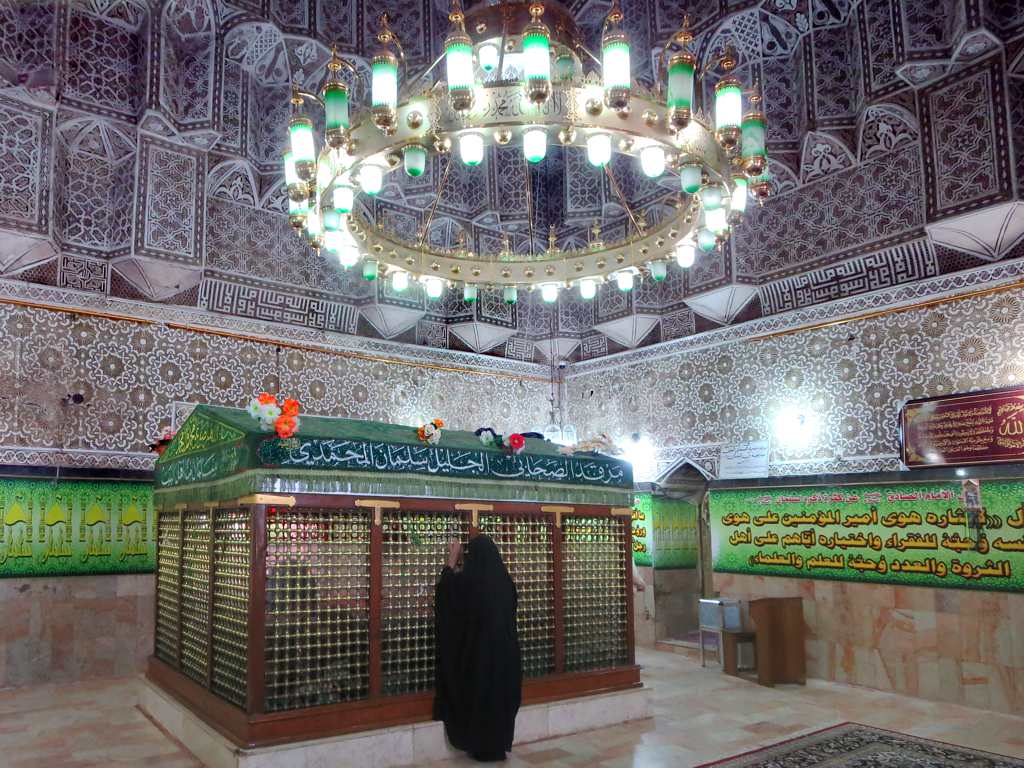
ضریح سلمان فارسی، یکی از یاران پیامبر اسلام، در سرزمین مدائن.

در سال ۶۶۱ میلادی، مدائن تحت کنترل خلافت اموی بود که به خلافت راشدین پایان داد. سیمک بن عبید العبسی در سال ۶۶۳ میلادی والی این کلان‌شهر بود و شخص دیگری به نام اسحاق بن مسعود در سال ۶۸۵ میلادی حاکم آن بود. آذریقه که از گروه خوارج بود به مدائن در سال ۶۸۷/۸۸ میلادی حمله کرده، و ساکنان آن را قتل‌عام کرد. این شهر سپس توسط کردم بن مرتد بن نجبه و مدتی بعد توسط یزید بن حارث شیبانی اداره می‌شد. در سال ۶۹۶ میلادی، شبیب بن یزید شیبانی، رهبر خوارج، مدائن را برای مدت کوتاهی اشغال کرد. در سال ۶۹۷ میلادی، مطرف بن المغیره به حکومت مدائن منصوب شد و بعداً در سال ۷۰۱ میلادی، حنظله بن الوراد و ابن عطاب بن ورقه به عنوان حاکمان این کلان‌شهر منصوب شدند.
در سال ۷۵۰ میلادی، خاندان عباسی مدائن و بقیه مناطق عراق را تصرف کردند و خود را خلافت جدید اعلام کردند. در سال ۷۵۴م، خلیفه عباسی المنصور برای مدت کوتاهی دربار خود را در رومیه (که جزو مدائن بود) مستقر کرد. او همچنین سردار خود ابومسلم را در همان مکان به قتل رساند. در سال ۷۵۵م کاخ سفید مدائن به دستور المنصور ویران شد که می‌خواست شهری جدید ایجاد کند که بعداً در سال ۷۶۲م تکمیل شد و به بغداد معروف شد و به شهر جدید تبدیل شد. پس از تأسیس بغداد، انحطاط مدائن سریعتر شد و بسیاری از اهالی در بغداد سکنی گزیدند.

## شهرهای هفتگانهٔ مدائن

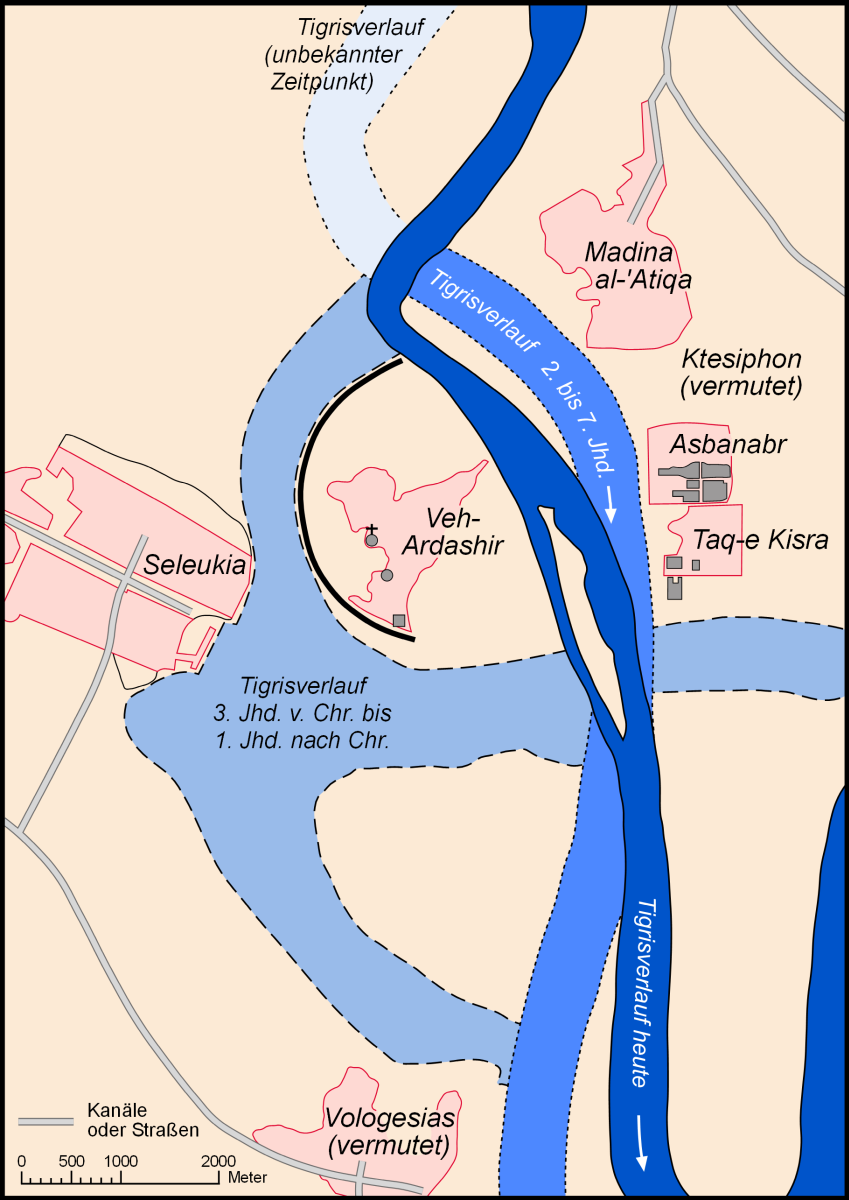
نقشهٔ تیسفون که بخشی از مدائن بوده است (تاریخ ترسیم نقشه مشخص نیست).

مدائن یا چنان‌که در آن روزگار به زبان سریانی گفته می‌شد مدیناثا یعنی «شهرها» و مجموعهٔ هفت شهر بود نزدیک به هم و در دو جانب دجله که آن‌ها را ماحوزه و ماحوزه ملکا می‌خواندند. حصارهای بلند بر گِرد مجموعهٔ این شهرها کشیده شده و دروازه‌های استوار در آن‌ها تعبیه شده بود. این حصارها و دروازه‌ها در پایان روزگار ساسانیان بارها تجدید و ترمیم شده‌ بود. این «هفت شهر» عبارت بودند از:
1. «تیسفون» در مشرق دجله.
2. «اسبانبر» در مشرق دجله.
3. «رومیه» (رومکان، رومقان) در مشرق دجله.
4. «سلوکیه» در مغرب دجله بود و آن را ویه‌اردشیر یا وه اردشیر نیز می‌خواندند.[۴]
5. «در زنیذان» (درزیجان) شهری کوچک بود در شمال ویه اردشیر.
6. «ساباط» که ولاش آباد نیز خوانده‌می‌شد و در مغرب ویه اردشیر قرار داشت.
7. «ماحوزا» شهری بود نزدیک ویه‌اردشیر که دره‌ای آن را از این شهر جدا می‌کرد.[۵]

در بعضی از منابع، نام چند شهر دیگر از جمله‌ نونی آباد، کردآباد (کردافاذ) و هنبوشاپور (هنبوشافور) نیز آمده‌است.